# Margaret Mitchell
Margaret Munnerlyn Mitchell (Atlanta, Geòrgia, 8 de novembre de 1900 – ibíd., 16 d'agost de 1949) va ser una escriptora i periodista estatunidenca, que guanyà el Premi Pulitzer el 1937 per la seva novel·la Allò que el vent s'endugué (Gone with the Wind). Aquesta novel·la és una de les més populars de tots els temps havent venut més de 30 milions d'exemplars. Se'n va fer una adaptació cinematogràfica el 1939 amb Clark Gable com a protagonista masculí que és una de les pel·lícules més populars de tots els temps.

## Biografia
Margaret Mitchell nasqué a Atlanta, a l'estat de Geòrgia (Estats Units). El seu pare era advocat i la seva mare sufragista d'orígens catòlics irlandesos qui morí el 1918 víctima de l'epidèmia de grip d'aquell any. La mare de Mitchell, Maybelle, va rebre una bona educació per a una dona de la seva generació, i era coneguda a Atlanta pel seu suport al sufragi femení. Tenia grans aspiracions per a la seva filla. Quan de nena Mitchell va anunciar que no li agradava l'aritmètica i que no anava més a l'escola, la seva mare la va recollir en un cotxe i la va portar prop de Clayton, Califòrnia, on un paisatge mostrava xemeneies solitàries enmig de les ruïnes cremades. Maybelle li va comptar a la seva filla com les persones que havien residit en aquelles cases pensaven que vivien en un món segur, fins que va explotar al voltant d'ells. Li va fer entendre que al seu món li podia succeir el mateix qualsevol dia, i que és millor que l'ajudés Déu si no tenia eines per a bregar amb el nou ordre. D'aquesta manera, li va encoratjar sobre la necessitat d'una bona educació, i sobre la perseverança. Aquest missatge va calar profund en la petita Margaret. En la seva infantesa escoltà els relats dels veterans participants en la guerra civil estatunidenca.
Eugene Mitchell, el seu pare, era advocat. Membre fundador de la Societat Històrica d'Atlanta, va ser conegut per la seva intel·ligència i meticulositat. Sota la seva atenta mirada, els bons costums i el gust van prevaler en la llar Mitchell, al costat d'un gran amor per la lectura. A la seva casa tampoc van faltar els plaers de la infància. Ella i el seu germà major, Stephens, volaven lliurement els seus cometes, jugaven a pilota i participaven en carreres de cavalls. Tímida des de petita, Mitchell ja mostrava una imparable afició per escriure. Plasmava històries en quaderns plens de contes, en la seva majoria aventures amb molta acció. Tenia una especial predilecció per les històries de la Guerra Civil, comptades pels veterans confederats. A més, escrivia obres de teatre, que representava convidant al veïnat en el porxo de la seva casa.
El 1912, la família es va traslladar a Jackson Hills, amb vista a la ciutat d'Atlanta, a una casa senyorial que Eugene havia fet construir en Peachtree Street, una de les més prestigioses avingudes de la ciutat. Mitchell va anar a l'escola secundària d'Atlanta Washington Seminary, on es va unir al club literari, i va publicar històries en l'anuari de l'escola.

### Joventut i maduresa
El seu promès, Henry Clifford, va morir en la Primera Guerra Mundial, un fet que, unit a la defunció de la seva mare a causa d'una epidèmia de grip, li va marcar d'ara endavant. Va haver de deixar la universitat per a fer-se càrrec de la seva família i el seu germà. Va desenvolupar un esperit rebel amb els anys, la qual cosa la va portar a seguir el moviment Flapper, i es va casar amb un contrabandista i exfutbolista anomenat Berrien Red Upshaw.

Mentre seguia legalment casada amb Upshaw i necessitava ingressos per a si mateixa, Mitchell va aconseguir un treball escrivint articles de fons per a The Atlanta Journal Sunday Magazine. Ni la seva família ni la societat la van animar a seguir una carrera periodística, i no tenia experiència prèvia en periodisme. Medora Field Perkerson, que va contractar a Mitchell, va declarar:
| « | El seu rostre era bru, tan bru que les seves dents blanques brillaven en sorprenent contrast amb la seva pell; els seus ulls: cansats, avorrits, però cortesos. | » |

El seu primer reportatge, Atlanta Girl Sees Italian Revolution,  on és acreditada com Margaret Mitchell Upshaw, va aparèixer el 31 de desembre de 1922.  Va escriure sobre una àmplia gamma de temes, des de modes fins a generals confederats i el rei Tutankamon. En un article aparegut l'1 de juliol de 1923, Valentino Declares He Isn't a Sheik,  va entrevistar el cèlebre actor Rodolfo Valentino, referint-se a ell com a xeic pel seu paper al cinema. Menys entusiasmada pel seu aspecte que pel seu principal encant, la seva veu baixa i ronca amb un accent suau i sibilant, va descriure el seu rostre com a bru.
Mitchell es va emocionar molt quan Valentino la va prendre en braços i la va portar a l'interior des del terrat del Georgian Terrace Hotel.
Molts dels seus relats eren vívidament descriptius. En un article titulat Bridesmaid of Eighty-Seven Recalls Mittie Roosevelt's Wedding,  va escriure sobre una mansió de columnes blanques en la qual vivia l'última dama d'honor supervivent de les noces de la mare de Theodore Roosevelt:
| « | Les altes columnes blanques que s'albiren a través del verd fosc del fullatge dels cedres, l'àmplia veranda que envolta la casa, el majestuós silenci engendrat pels roures centenaris evoquen records d'On Virginia de Thomas Nelson Page. L'atmosfera de dignitat, tranquil·litat i cortesia que era l'ànima del Vell Sud es respira en aquesta vella mansió... | » |

En un altre article, Geòrgia's Empress and Women Soldiers, va escriure breus semblances de quatre dones notables de Geòrgia. Una d'elles va ser la primera dona que va ocupar un escó al Senat dels Estats Units, Rebecca Latimer Felton, una sufragista que mantenia postures supremacistes cap als blancs. Les altres dones eren: Nancy Hart, Lucy Mathilda Kenny (també coneguda com el soldat Bill Thompson de l'exèrcit dels Estats Confederats) i Mary Musgrove. L'article va generar correu i polèmica entre els seus lectors.  Mitchell va rebre crítiques per representar a dones fortes que no s'ajustaven als estàndards acceptats de feminitat.
Escriví una columna periodística en el diari The Atlanta Journal-Constitution sota el pseudònim de Peggy Mitchell. Entre altres va entrevistar al famós actor Rodolfo Valentino i va fer biografies de generals de la guerra civil americana. L'any 2000 es publicà una selecció dels seus articles.
La carrera periodística de Mitchell, que va començar el 1922, va arribar a la seva fi menys de quatre anys després; el seu últim article va aparèixer el 9 de maig de 1926.
Diversos mesos després de casar-se amb John Marsh, Mitchell va abandonar el periodisme degut a una lesió de turmell que no es curava bé i va optar per fer-se esposa a temps complet. Durant el temps en què Mitchell va treballar per a l'Atlanta Journal, va escriure 129 articles de fons, 85 notícies i vàries ressenyes de llibres.

## Allò que el vent s'endugué
A mitjan anys 20 va sofrir un accident que li va causar una sèrie de lesions. Durant la recuperació, va començar a escriure la seva famosa novel·la El que el vent es va emportar. Començada el 1926, va trigar deu anys a acabar-la. Aquest retrat romàntic de la vida en el sud dels Estats Units durant la Guerra de Secessió, contada a través de la història d'una família georgiana, es va convertir immediatament en supervendes. Fins a 1949 s'havien imprès vuit milions d'exemplars i ha estat traduïda a trenta idiomes.
Allò que el vent s'endugué es va publicar al juny de 1936, i Mitchell va ser guardonada amb el premi Pulitzer al maig de l'any següent. Dos anys després, va ser immortalitzada en la pantalla gran amb la pel·lícula homònima protagonitzada per Clark Gable i Vivien Leigh. La pel·lícula es va estrenar en el Gran Teatre de la Loew d'Atlanta, el 15 de desembre de 1939. Com a curiositat, uns quants biògrafs coincideixen que el caràcter de l'autora era molt semblant al de l'heroïna de la seva novel·la, Scarlett O'Hara, així com la seva experiència sentimental.

## Interès per l'erotisme
Es va casar dues vegades el 1922 i el 1925 (el segon marit era el padrí (best man) de noces en el primer casament.

## Segona Guerra Mundial

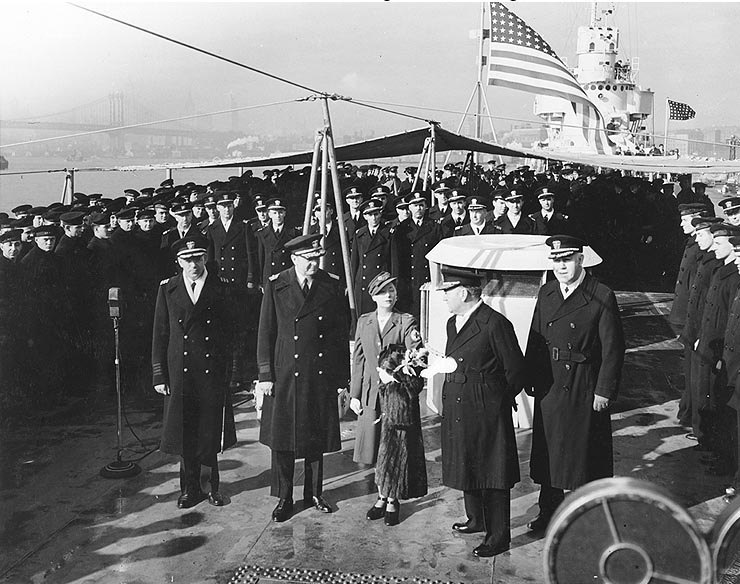
Mitchell (1941) amb el seu uniforme de la Creu Roja a bord de l'USS Atlanta (CL-51)

Durant la Segona Guerra Mundial, Margaret Mitchell va ser voluntària de la Creu Roja Americana i va recaptar diners per a l'esforç de guerra venent bons de guerra. Va ser activa a Defensa Interior, va cosir bates d'hospital i va posar pegats als pantalons. La seva atenció personal, però, es va dedicar a escriure cartes a homes uniformats: soldats, mariners i marines, enviant-los humor, ànims i la seva simpatia.

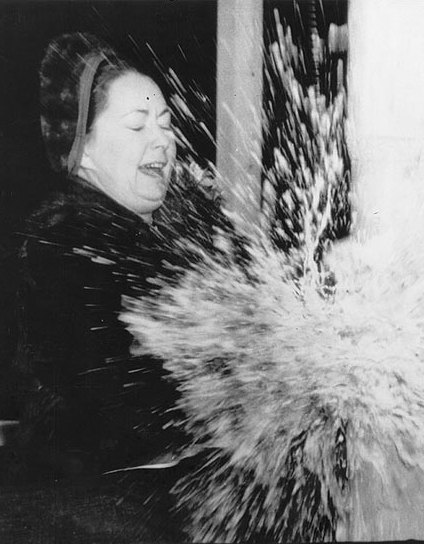
L'USS Atlanta (CL-104) és batejat per Margaret Mitchell Marsh (1944)

L’USS Atlanta (CL-51) va ser un creuer lleuger utilitzat com a vaixell antiaeri de la Marina dels Estats Units patrocinat per Margaret Mitchell i utilitzat a la batalla naval de Midway i les Salomons orientals. El vaixell va ser molt danyat durant l'acció nocturna a la superfície el 13 de novembre de 1942, durant la Batalla Naval de Guadalcanal i posteriorment es va enfonsar per ordre del seu capità després d'haver guanyat cinc estrelles de batalla i una Citació d'Unitat Presidencial com a exemple heroic d'esperit de lluita invencible.
Mitchell va patrocinar un segon creuer lleuger que portava el nom de la ciutat d’Atlanta, l’USS Atlanta (CL-104). El 6 de febrer de 1944, va batejar Atlanta a Camden, Nova Jersey, i el creuer va començar les operacions de combat el maig de 1945. Atlanta era membre de les forces de treball que protegien els transportistes ràpids, operava a la costa de Honshū quan els japonesos es van rendir el 15 d'agost de 1945 i van guanyar dues estrelles de batalla. Finalment, va ser enfonsat durant les proves d'explosius a l'Illa Sant Climent l'1 d'octubre de 1970.

## Mort i llegat

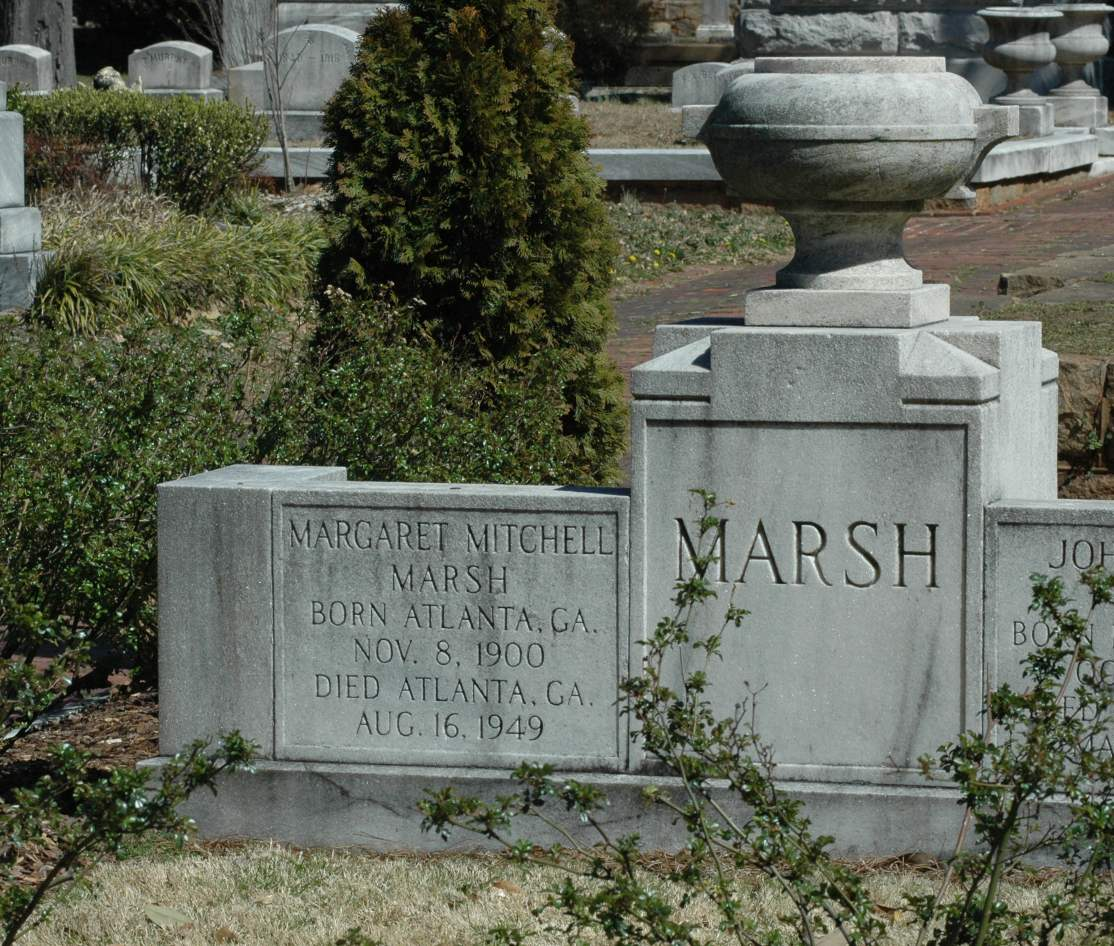
La tomba de Mitchell al cementiri d'Oakland, Atlanta

Margaret Mitchell va ser colpejada per un automobilista anomenat Gravitt mentre creuava Peachtree Street d'Atlanta amb el seu espòs, John Marsh. Va morir als 48 anys a l'Hospital Grady cinc dies després, el 16 d'agost, sense recuperar completament la consciència.
Després de la col·lisió, Gravitt va ser arrestat per conduir ebri i alliberat amb una fiança de 5.450 dòlars fins a la mort de Mitchell.
Gravitt va ser acusat originalment de conduir ebri, excés de velocitat i conduir pel costat equivocat de la carretera. Va ser condemnat per homicidi involuntari el novembre de 1949 i condemnat a 18 mesos de presó. Va complir gairebé 11 mesos. Gravitt va morir el 1994 a l'edat de 74 anys.
Margaret Mitchell va ser enterrada al cementiri d'Oakland, Geòrgia. Quan el seu marit John va morir el 1952, va ser enterrat al costat de la seva dona.
El 1978, Mitchell va ser inclosa al Saló de la Fama del Periòdic de Geòrgia, seguida de les Dones de l'èxit de Geòrgia el 1994 i al Saló de la Fama dels Escriptors de Geòrgia el 2000.
El 1994, Shannen Doherty va protagonitzar la pel·lícula de televisió A Burning Passion: The Margaret Mitchell Story, un relat de ficció de la vida de Mitchell dirigit per Larry Peerce.
Quan el nebot de Mitchell, Joseph Mitchell, va morir el 2011, va deixar el 50 % dels drets de marca registrada i literaris de la Margaret Mitchell Estate, així com algunes pertinences personals de Mitchell, a l’arxidiòcesi d'Atlanta.